# Margareta, Ducesă de Savoia
Margareta de Valois, Ducesă de Berry (franceză Marguerite de Valois; 5 iunie 1523 – 15 septembrie 1574) a fost fiica regului Francisc I al Franței și a soției lui, Claude, Ducesă de Bretania și sora regelui Henric al II-lea. Prin căsătoria cu Emanuel Filibert, Duce de Savoia a fost Ducesă de Savoia.

## Familie
Fiică a regelui Francisc I și a reginei Claude a Franței, ea a crescut sub influența mătușii sale (și totodată a nașei sale), regina Margareta de Navara. Prin mama sa a fost nepoata regelui Ludovic al XII-lea al Franței.

A crescut la curtea tatălui ei și a devenit prietenă cu cumnata sa, Caterina de Medici. Imitând-o pe Margareta de Navara, ea a scris povestiri. 
La sfârșitul anului 1538, tatăl ei Francisc I și împăratul Carol Quintul au căzut de acord ca Margareta să se căsătorească cu fiul lui Carol, viitorul Filip al II-lea al Spaniei. Totuși, acordul dintre Francisc și Carol a fost de scurtă durată. Încercând să-i găsească un pretendent pe măsura rangului ei, fratele ei, Henric al II-lea, i-a atribuit ducatul de Berry în 1550.

## Căsătorie
În ciuda a numeroase propuneri pe care le-a avut, abia la vârsta de 36 de ani, la 10 iulie 1559, Margareta s-a căsătorit cu Emanuel Filibert, Duce de Savoia (1528-1580). Căsătoria cu Emanuel Filiberta fost una dintre clauzele Tratatului de la Cateau-Cambrésis semnat la 3 aprilie 1559 între Franța și Spania.
Nunta a avut loc în circumstanțe tragice; fratele ei regele Henric fusese rănit în timpul unui turneu pentru a sărbători nunta fiicei sale, Elisabeta. Pe patul de moarte, dar încă conștient, regele a impus ca nunta surorii sale să aibă loc imediat, de teamă că Ducele de Savoia ar putea profita de moartea sa și să refuze alianța. Henric al II-lea a murit chiar în ziua nunții.
Margareta a jucat rolul de intermediar între Caterina de Medici și Ducele de Savoia și a fost implicată în negocierile privind restituirea ultimelor cetăți deținute de francezi în Italia.
Margareta a avut un fiu, Carol Emanuel I de Savoia (1562-1630), care se va căsători cu Infanta Catalina Micaela, fiica regelui Filip al II-lea al Spaniei.